# 伯尼 (印第安納州)
伯尼（英語：Burney）是位於美國印地安納州第開特縣的一個非建制地區。該地的面積和人口皆未知。

## 地理
伯尼的座標為39°19′02″N 85°38′25″W / 39.31722°N 85.64028°W，而該地的平均海拔高度為253米（即830英尺）。